# Givrezac
Givrezac is een gemeente in het Franse departement Charente-Maritime (regio Nouvelle-Aquitaine) en telt 76 inwoners (2009). De plaats maakt deel uit van het arrondissement Jonzac.

## Geografie
De oppervlakte van Givrezac bedraagt 2,7 km², de bevolkingsdichtheid is dus 28,1 inwoners per km².
De onderstaande kaart toont de ligging van Givrezac met de belangrijkste infrastructuur en aangrenzende gemeenten.

## Demografie
Onderstaande figuur toont het verloop van het inwonertal (bron: INSEE-tellingen).